# Leatherman
Leatherman és una marca sota la qual es comercialitzen eines multiusos i ganivets fets per  'Leatherman Tool Group' , empresa amb seu a Portland, Oregon,  EUA.

## Història
L'empresa va ser fundada el juliol de 1983 per Timothy S. Leatherman i Steve Berliner per tal de comercialitzar la seva idea d'una eina de mà portàtil equipada amb múltiples funcions. Aquell mateix any Leatherman va vendre la primera multieina, que va ser anomenada PST (Eina de sobrevivença de butxaca). La companyia orienta els seus esforços a entrar a mercats especialitzats, com les aplicacions mèdiques, militars i d'urgència, a més d'investigar en la creació de noves versions de les seves eines comercialitzades. El model més venut de la companyia és fins ara el Leatherman Wave.

## Galeria d'imatges

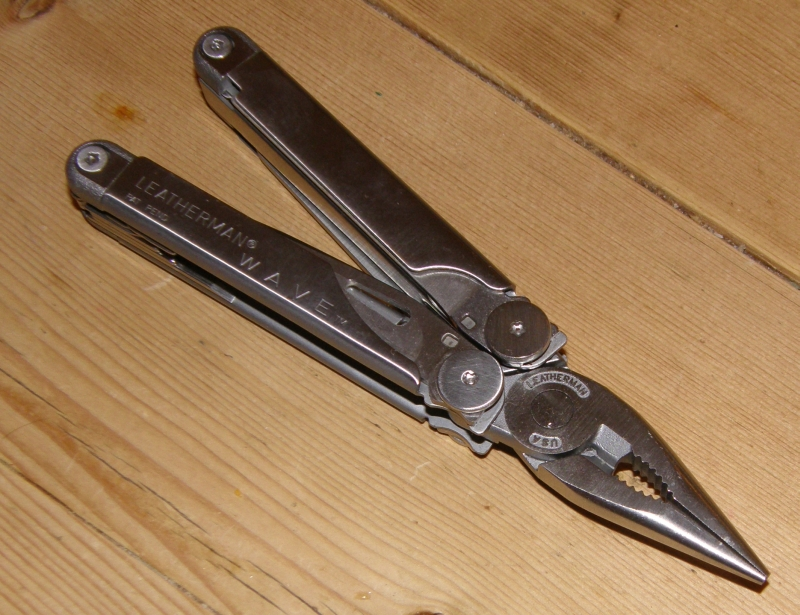
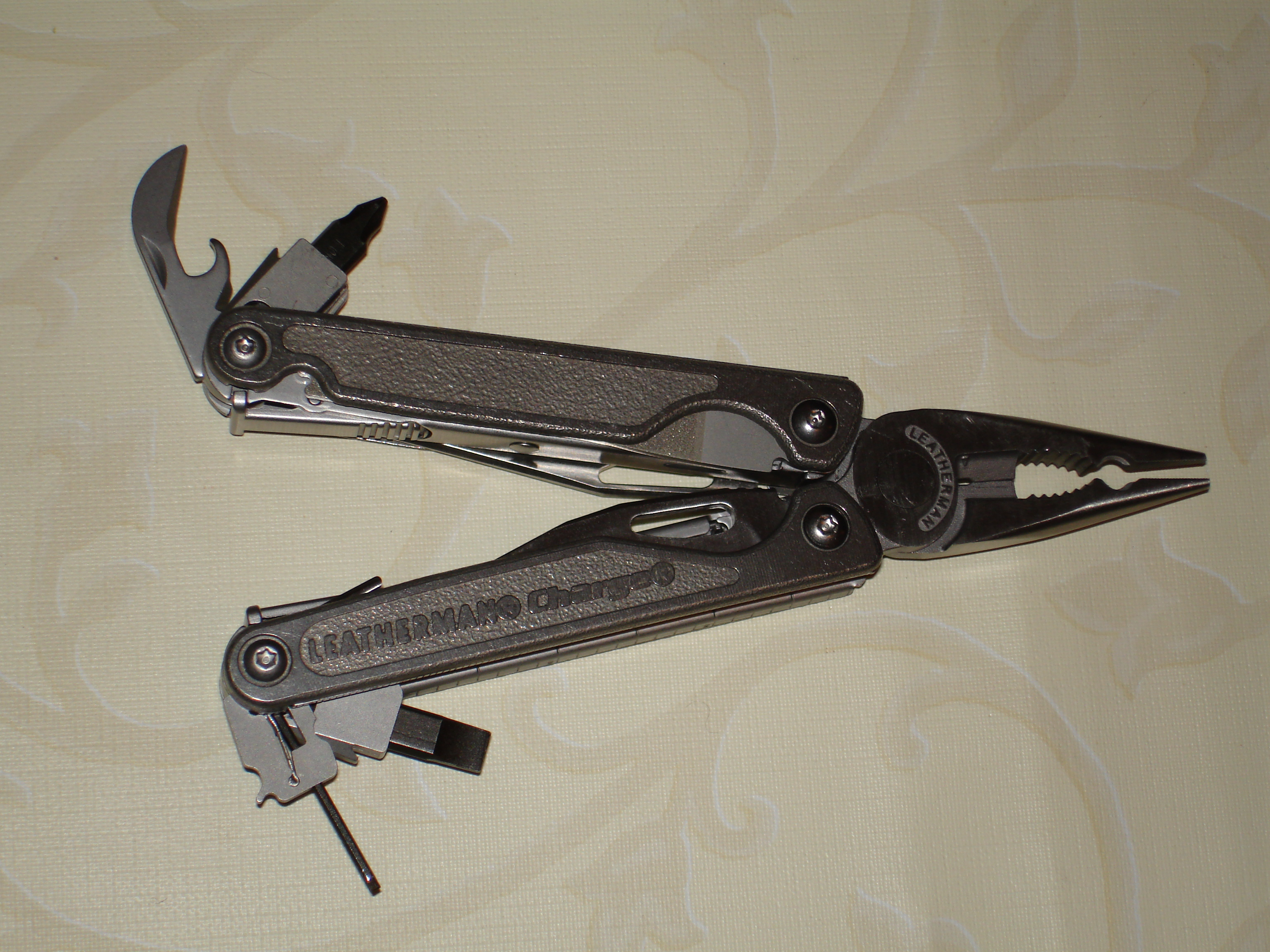
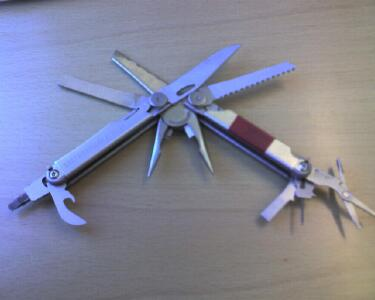
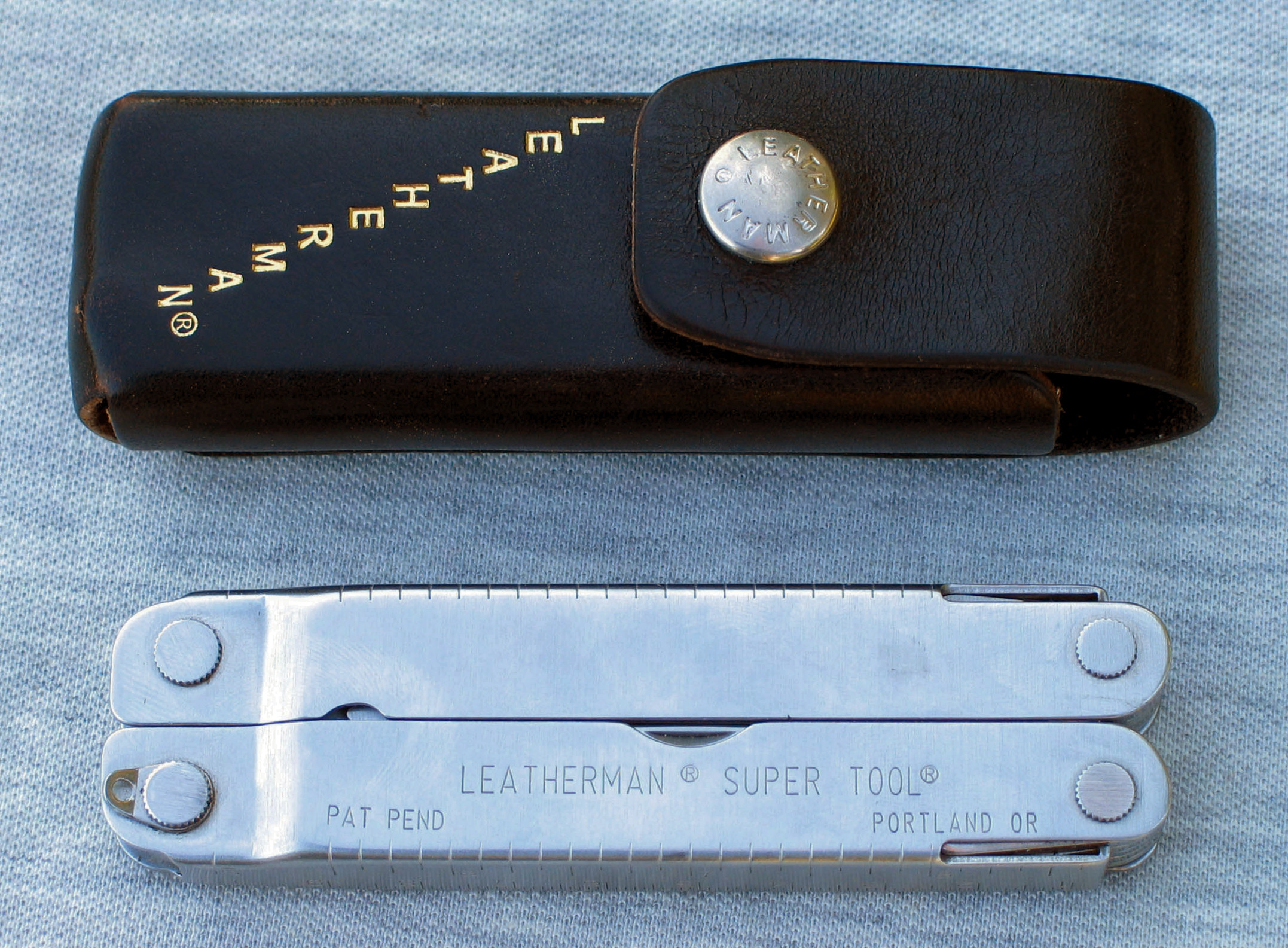
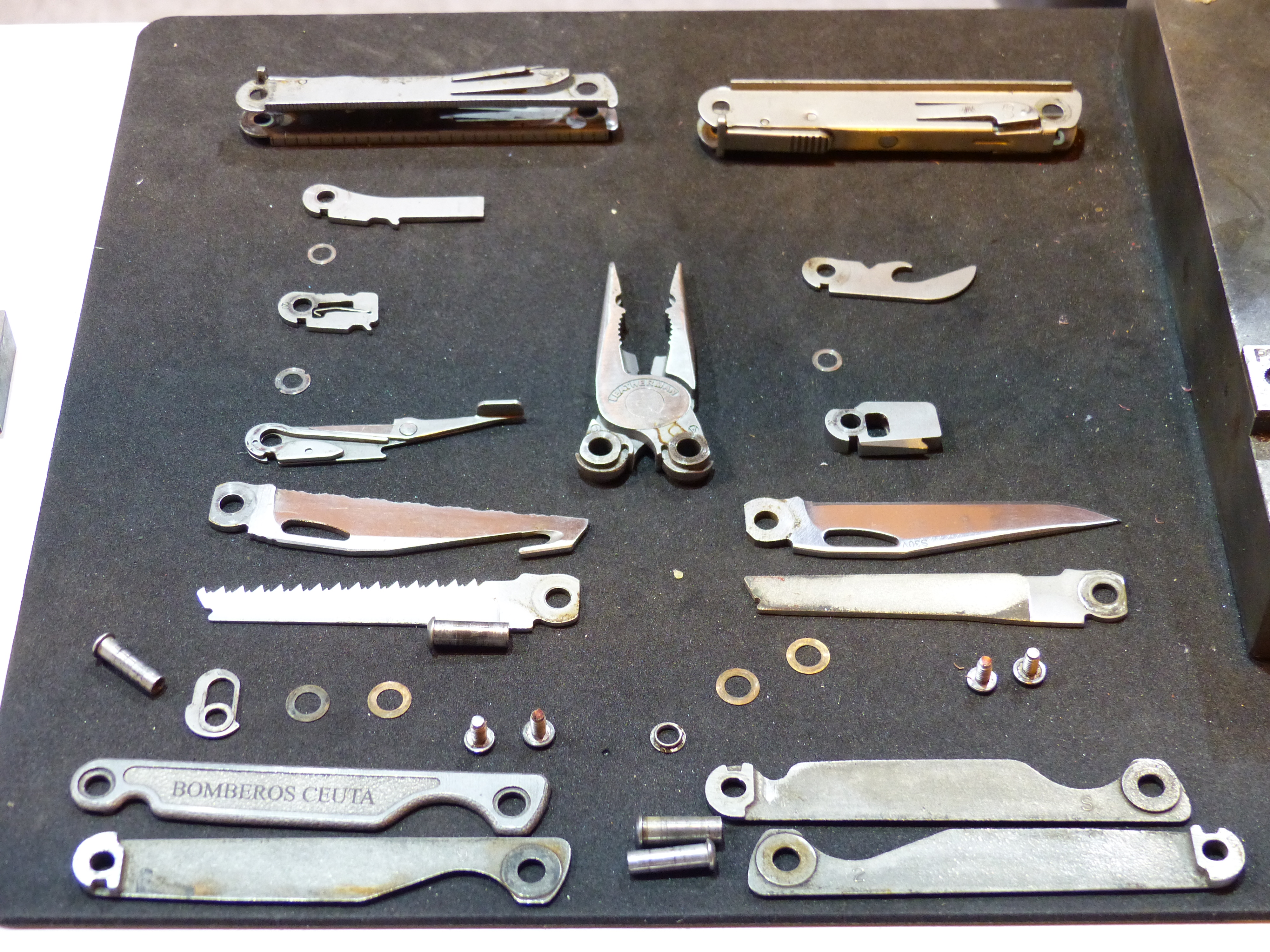
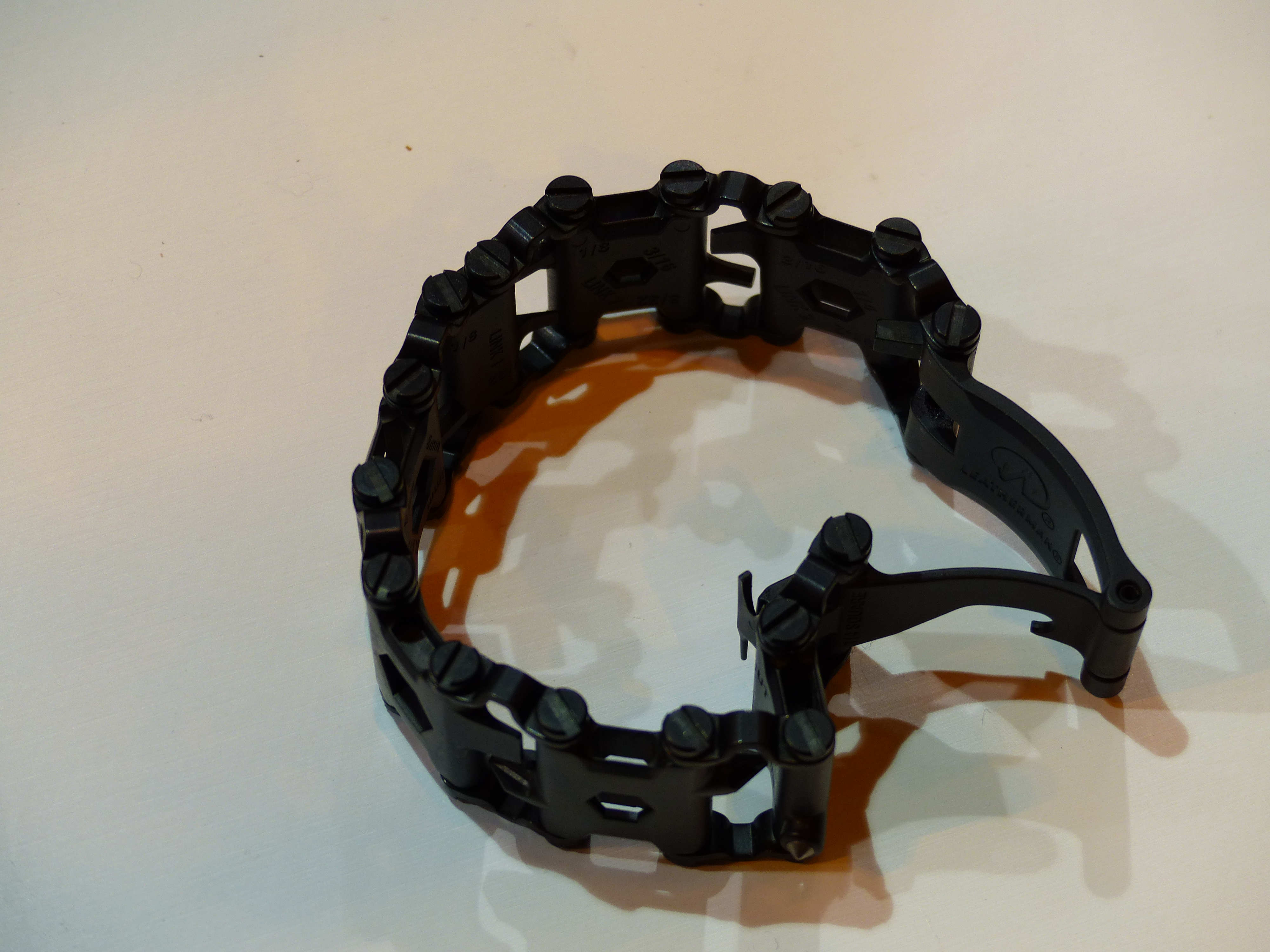